# مقاطعة مونتور (بنسلفانيا)
مقاطعة مونتور هي مقاطعة في بنسلفانيا، تتبع بنسيلفانيا، بلغ عدد سكانها 18٬267  نسمة، في 2010، عاصمتها دانفيل، تبلغ مساحتها 343 كيلومتر مربع.

## الموقع
تشترك في الحدود مع:
- مقاطعة كولومبيا (بنسلفانيا)[8]
- مقاطعة نورثمبرلاند[8]
- مقاطعة ليكومينغ.[8]

## التقسيمات الإدارية
- دانفيل.